# Alsószentiván
Alsószentiván è un comune dell'Ungheria di 655 abitanti (dati 2001). È situato nella contea di Fejér.